# Nemesia pallida
Nemesia pallida är en flenörtsväxtart som beskrevs av William Philip Hiern. Nemesia pallida ingår i släktet nemesior, och familjen flenörtsväxter. Inga underarter finns listade i Catalogue of Life.